# Chris Smith

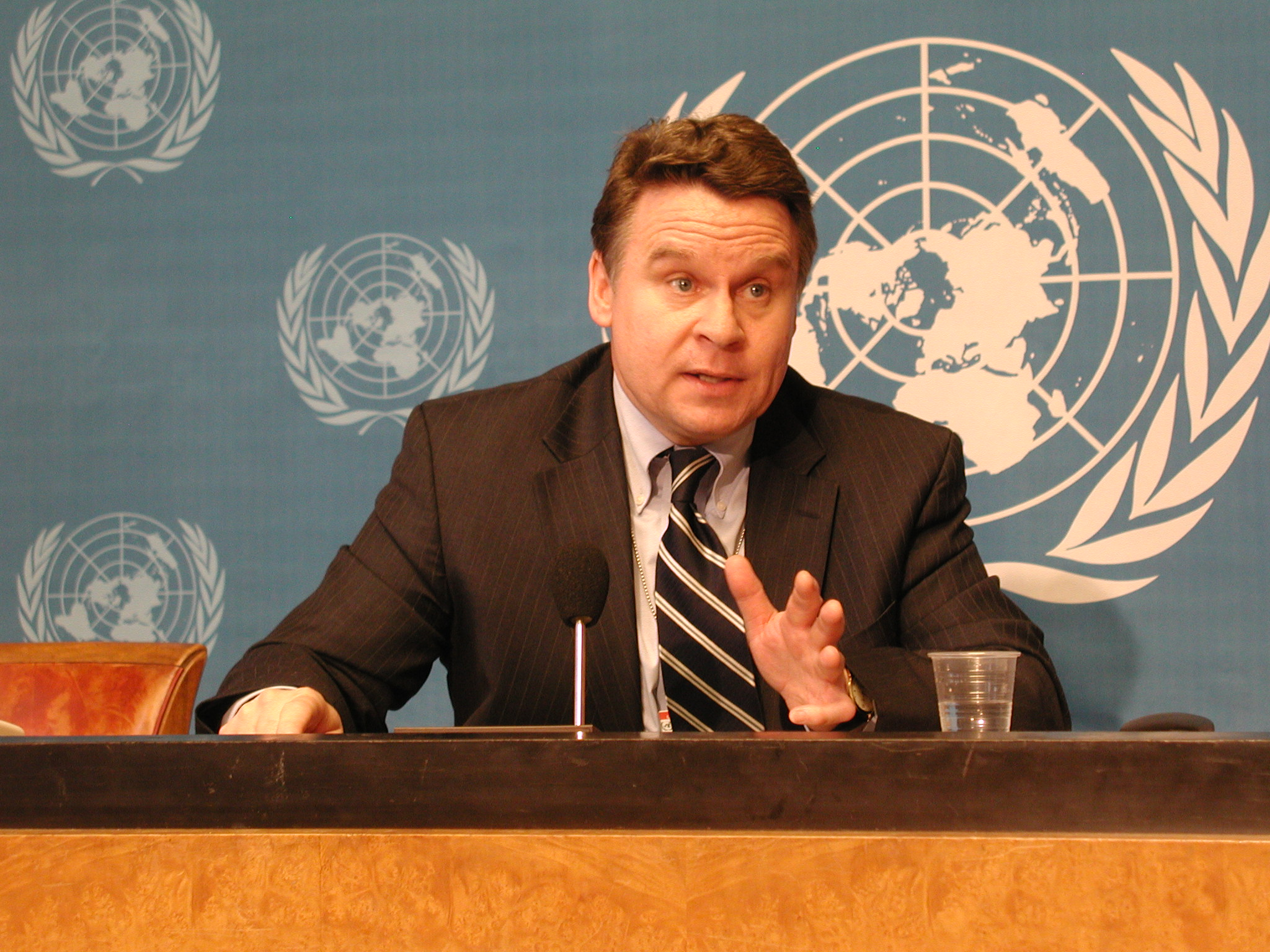
Chris Smith la Biroul Națiunilor Unite de la Geneva (2009)

Christopher Henry "Chris" Smith (n. 4 martie 1953, Rahway, New Jersey) este un congresman american, membru al Camerei Reprezentanților din anul 1981, din partea Partidului Republican. În prezent este decanul delegației din New Jersey în Congresul Statelor Unite ale Americii și membru al Comisiei pentru Afaceri Externe din Congres.
În data de 19 septembrie 2014 a adresat o scrisoare premierului Victor Ponta, în care și-a exprimat îngrijorarea față de modificarea legii electorale în perioada campaniei premergătoare alegerilor prezidențiale din România. Congresmanul Smith a arătat că legislația electorală trebuie adoptată în urma dezbaterii în Parlament, nu prin modalitatea unei ordonanțe de urgență.